# Fontina
La Fontina (en francés: fontine (AFI: /fɔ̃tin/); en francoprovenzal: fountin-a) es un queso italiano con denominación de origen protegida a nivel europeo (1996) y Denominazione di Origine Controllata de Italia desde 1955. La zona de producción comprende toda la región autónoma de Valle de Aosta.

## Historia
Es un queso tradicional cuya receta es muy antigua. La primera mención data del año 1480, pudiéndose reconocer en un fresco del castillo de Issogne entre otros productos valdostanos. En 1717 aparece mencionada la palabra «fontina» en un documento del obispo de la comuna de Quart. 

## Elaboración
Es un queso graso de pasta semicocida, fabricado con leche entera de vaca de raza valdostana (Berrenda roja y Berrenda negra), alimentadas sobre todo con forraje verde en el periodo estival y con heno local el resto del año. 

## Características
La pasta semicocida resulta elástica. Es un queso bastante tierno, de textura suave y delicada, aterciopelada y puede tener presencia de ojos pequeños. Color ligeramente pajizo. Su sabor es dulce y delicado, a nuez.
Puede usarse para preparar entremeses y como ingrediente de diversos platos, en particular los tradicionales de la cocina valdostana. Puede fundirse encima de ñoquis o polenta, así como para la fondue, nombre con el que en Italia se conoce a la fondue. Igualmente, puede usarse para la elaboración de salsas o rallarlo. Marida bien con un vino tinto como el Gamay Vallée d'Aoste doc.

## Denominación de origen
El Fontina, junto con otros quesos italianos, cuenta con reconocimiento como denominación de origen italiana desde 1955. A nivel internacional, cuenta con registro como denominación de origen, conforme al Sistema de Lisboa, ante la Organización Mundial de la Propiedad Intelectual, desde el 13 de junio de 1969. El 12 de junio de 1996, obtuvo registro como Designación de Origen Protegida (PDO) ante la Unión Europea.

## Imitación
Hay un fontina danés (Danish Fontina, en inglés), no protegido como DOP, que imita el fontina italiano. Es de textura semisuave, color amarillo claro y sabor ligeramente dulce. Puede tomarse solo o en sándwich y acompañarse por un vino ligero.